# 东风-31型洲际弹道导弹
东风-31（DF-31，北约代号：CSS-10），是中华人民共和国研制的一种公路机动型三级固体推进剂洲际弹道导弹；包括东风-31、东风-31A（甲）、东风-31AG（甲改）增强型三种型号。

## 性能
东风-31基本型导弹射程为8000公里（2017年3月披露的信息为10000公里），可携带一枚700公斤单弹头（1百万吨TNT炸药当量），是中国第一款公路机动型三级固体燃料远程/洲际导弹；因为其射程偏低，从中国东北发射仅能有效覆盖美国阿拉斯加和夏威夷地区，威慑效能偏低；且弹头有效负荷偏小，仅被当作过渡性型号研究使用，为将来威力更大的洲际弹道导弹积累使用经验和技术基础。
改进后的东风-31A（中国军方称号为“东风-31甲型”），弹头载荷900-1350公斤，可携带三枚弹头或诱导弹头以及多彈頭重返大氣層載具甚至是多目標重返大氣層載具，其射程为11200公里，可有效覆盖美国全境目标。最新增强型东风-31B型导弹，在东风-31A型的基础上，改用最新八轴16轮越野车作为运载工具，机动能力和越野能力大为提高。
2016年4月18日，新浪军事推出专题文章《深度：中国用高铁运东风31导弹 可牵制美上千颗卫星》。
2017年3月，媒体报道：“美国发现自己低估了东风-31基本型的射程，其射程实际上可达到10000公里，但是只能携带一个当量为50~100万吨TNT的单弹头，目前共部署数量可能为2个火箭旅。而这种导弹的部署速度并不快，主要是因为其可打击目标单一，再加上老旧的拖挂式运载车限制了其机动能力，所以出现了改进型号。”

## 历史
东风31起源可追溯到20世纪70年代研制的巨浪-2型潜射弹道导弹。80年代中期，ARMT（当时称为航天四院）作为主要委任承包商，第二炮兵的研究机构提供支持，研制了接替东风-4的第二代洲际弹道导弹东风31。原本作为巨浪-2以陆基为基础的变体，东风31最初叫东风23，但后来由于不明原因的改名为东风31。
有报道称，在东风-31开发过程中，其固体燃料发动机有技术问题。据称，东风31在1992年4月29日进行了第一次测试发射，发射升空后由于存在部分质量问题爆炸。据报导，第二次试验也由于类似的组件问题失败。1999年，该导弹首次在国庆阅兵中公开展示。1999年8月2日中国国家新闻媒体报道了东风-31测试成功的消息。但导弹秘密被内部人员郭万钧和台湾间谍沃维汉出卖，两人2005年被捕。经过审理后判处两人死刑，并在2008年11月被执行。导弹的作战部署据信于2002至2003年之间开始，但据美国国防部向国会报告称，其初步部署实际在2006年的晚些时候。据美国空军情报报告称，到2009年为止东风-31型导弹已经部署至少15枚。
2016年1月18日，《环球网》转载美国《战略之页》网站报道称：“目前在役的东风-31约有12枚，另外还有约12枚东风-31A导弹。”
2016年1月，国内军事媒体公布了火箭军（原二炮部队）驻北方某部在寒冷天气下，在野外训练的照片。根据照片中导弹外形判断，为东风-31基本型远程/洲际导弹。
据加拿大《汉和防务评论》2016年5月刊报道：中国正在同时研制东风-31和东风-41两款洲际弹道导弹的火车运载发射型号，文章称：“类似SS-24这种铁路机动发射车还在研究之中，尚未部署到东风-41上，诸多的问题尚待解决。而东风-31的铁路机动发射已试验多次。”2019年建國70周年國慶閱兵上东风-31甲改型正式亮相，象徵已經量產列裝。

## 型号
东风31共四型八种（包括验证弹），分别为，东风三十一原型甲，甲一，乙，乙一，乙二，丙，丙一，丙二，丙三。
乙一，丙二是地井型号，部署在长城工程的隧道和地井中，它们的部署情况也没有公开过。
丙一是平原机动型号，也是50周年国庆阅兵展示的型号，发射筒表面除了竖立液压装置外没有装配卡钳，也没有加强筋固定，主要部署在东北，华北地区。
乙，乙二，丙三是山地机动型号，主要部署在华中，华东地区，它们的结构的共同特点是具有一定的越野能力；发射筒采用了加强筋固定，并安装了两副卡钳，考虑到南方丘陵地带路面质量的因素而起到稳定作用。

## 东风-31A改进型

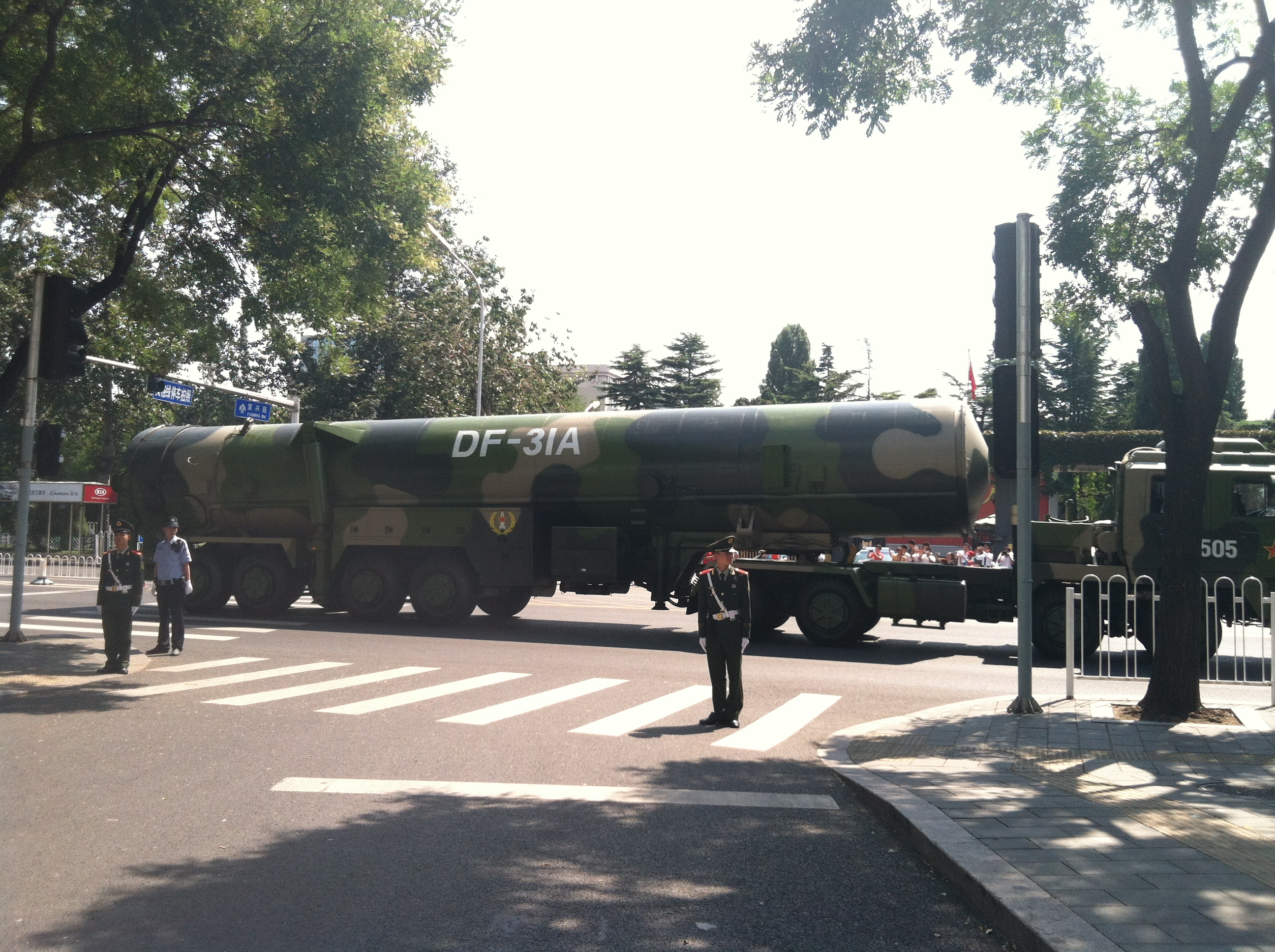
东风-31A

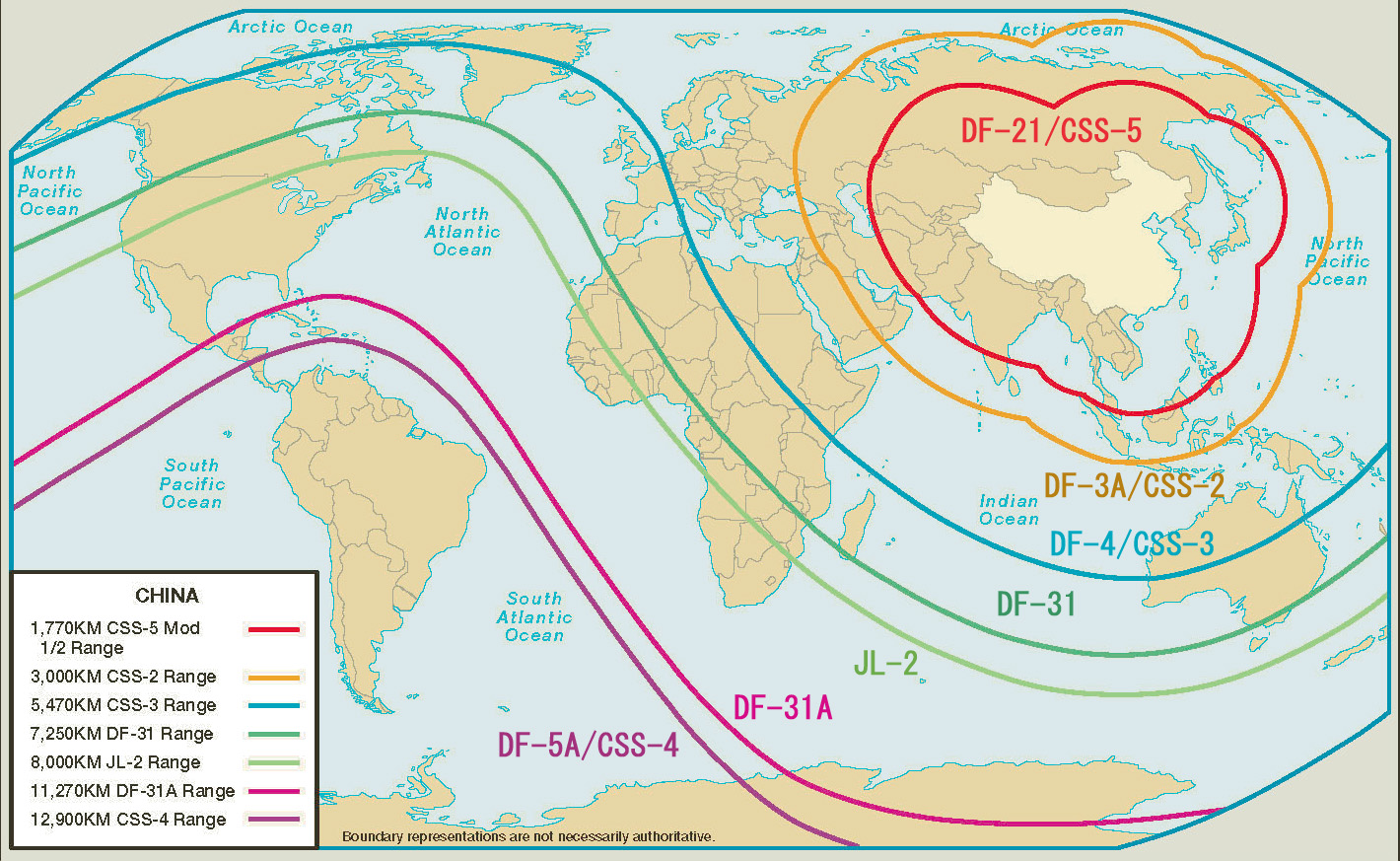
31A射程已經涵蓋南美洲外的地球上多數地區

东风-31A型（中国军方称号为“东风-31甲型”）导弹是原基本型号的改进型，主要改进是射程增大到一万公里以上，是中国第一款真正意义上的机动型三级固体洲际弹道导弹，外媒推测最大射程为7000英里（11270公里）以上，可携带三枚分导式弹头，命中精度也较原基本型有较大提高。
2009年国庆阅兵，由12枚东风-31甲导弹及发射车组成的“庞大”战略导弹车队作为压轴方阵通过天安门广场接受检阅，让“西方媒体大吃一惊”；外媒推测，东风-31A型导弹将是未来30年、甚至更长时间里，中国洲际导弹库的主力军，将和更先进的东风-41型导弹组成“低-高”搭配，预计部署数量在30-50枚左右。
2016年1月18日，《环球网》转载美国《战略之页》网站报道称：“目前在役的东风-31约有12枚，另外还有约12枚东风-31A导弹。”
2016年6月10日，国内军事媒体报道：“中国东风-4中远程导弹再次出现西南部，发射阵地进行了扩建，延绵数百公里的笔直型车道已经得到了修缮，并且明显修建了若干个预设阵地。这些迹象表明中国正在为大规模入驻东风-31A和东风-41洲际公路型机动导弹做准备。”。
2016年11月14日，共青团在其官网微博中发表的数据显示：中国火箭军目前装备有200枚“洲际导弹，这是迄今为止，中国官方公布的最为精准的洲际导弹数量。
2017年3月，根据媒体报道：“东风-31A在技术上因延续东风-31型，设计之初只能打击美国本土西海岸，后来由于参照西方技术，使其性能相当稳定而且射程增加到11500公里左右。最令西方感到威胁的是，东风-31A型内装配一种特殊动力装置，能使它在离地约80000米的高空时，靠特殊的矢量喷射技术进行变轨，从而能躲开美国反导系统的拦截，再加上多弹头的使用可打击更多的目标，因此部署数量迅速提升。”

### 试射记录
- 第一次：2012年8月30日[12]
- 第二次：2012年11月30日
- 第三次：2013年7月24日
- 第四次：2014年7月31日

## 东风-31B/东风-31AG增强型
2014年10月，美国媒体报道中国军方在中国中部地区试射了新的衍生导弹“东风-31B”型，为上一代的增程或性能提升版本，并可能携带多弹头；其可能是一种机动或井基导弹，储存在中国的地下长城里。
2015年3月3日，英国《简氏防务周刊》网站发表题为《有可能是“东风-31”改型的证据浮现》的报道，东风31B导弹的图片正式出现在网络上；与东风41导弹发射车的区别在于，东风31B的驾驶室完全在导弹发射管前面，而东风41的导弹发射管搭在驾驶室上面。
2017年3月，根据媒体报道：“东风-31B型洲际导弹的突出特点除了机动性之外，还在于起飞速度较快，高于其他多数弹道导弹。根据某些消息，从导弹发射时刻到进入弹道抛物线之间的加速段不会超过5分钟，这样留给对方的反导雷达的反应时间就很短，有利于导弹的突防。更为关键的是，东风-31B使用了新的TEL一体载车，机动性大幅增强，还可能是携带3~5个9万吨当量的较小型核弹头，而且最大射程可能超过12000公里。可以相信，随着东风-31B导弹打击能力的跃升，以及技术的不断成熟，中国必定会装备更多的数量。根据现有的资料，中国火箭军已装备40辆TEL机动发射车，并且还出现了地井发射的说法，因此其威慑能力迅速提高。”
2017年7月，在“建军90周年成果展览会上”，名为“东风-31AG”型洲际导弹模型亮相，“东风31AG导弹使用了三种新技术，一是采用全驱动越野车底盘，提高导弹的机动能力。二是采用野外无依托快速发射，提高系统生存能力。三是采用分导式多弹头，提高突防能力。”
2017年7月30日，在内蒙古朱日和基地举行的“庆祝建军90周年阅兵”（解放軍歷史上首次沙場閱兵），东风31AG洲际导弹压轴亮相。
2019年10月1日，建国70周年国庆阅兵式上，16辆发射车组成的东风-31AG型导弹方阵再次亮相；媒体报道：“根据此前光华奖报奖文档的说法”，我国此前进行的多次低空模拟高空洲际速域飞行试验，而这篇文章中更是直接提到了该飞行器的实际装备型号：“东风-XXB”，从其他渠道的消息综合分析，这就是“东风-31B”导弹，该导弹将装备与东风-17气动布局相似的高超滑翔器，但滑翔高度、速度都更高，可以实现洲际射程。

### 试射记录
2024年9月25日8時44分，解放軍火箭軍宣布，朝向太平洋相關公海海域，成功發射1發攜載訓練模擬彈頭的洲際彈道導彈，準確落入預定海域。根據日本媒體與中方事前通報地點，落點在夏威夷南方的国际日期变更线附近的無人區南太平洋公海。由於距離遠，媒體一開始推測發射的導彈型號為东风-41型洲际弹道导弹或東風-5B/C洲際彈道飛彈，但後來中國官方于9月26日早上通過新浪微博的“中國軍號”賬號發佈的洲際導彈發射現場照片，證實發射的導彈型號為東風-31AG洲際導彈。這是時隔44年中國罕見地向太平洋進行公开的全射程試射，被認為最接近實戰狀態的演習。